# Fabrizio Carcano
Fabrizio Carcano (Milano, 1º novembre 1973) è uno scrittore e giornalista italiano.

## Biografia
Milanese, ha iniziato la carriera giornalistica nel 1992 sulle colonne de Il Giorno, collaborando poi con altre testate quali La Notte, La Prealpina, TgCom, Affari Italiani, prima di approdare al quotidiano La Padania dove per dieci anni si è occupato di politica-parlamentare.
Ha inoltre sempre collaborato con testate sportive seguendo principalmente la pallacanestro, in particolare modo la squadra dell'Olimpia Milano: scrive per Superbasket e per il portale online Basketnet.it e segue la squadra di calcio dell'Atalanta per il quotidiano Il Giorno.
Nel 2011 ha debuttato come scrittore di gialli e noir dal taglio esoterico-storico, tutti ambientati a Milano e in Lombardia, con il romanzo Gli angeli di Lucifero edito da Mursia, incentrato sul mondo delle sette esoteriche milanesi e sulla figura controversa del marchese seicentesco Ludovico Acerbi, noto anche come il Diavolo di Porta Romana. In questo romanzo appare per la prima volta la figura del commissario Bruno Ardigò che sarà poi protagonista dei successivi romanzi dello scrittore milanese.
Nel 2012 Carcano ha pubblicato La tela dell'eretico, romanzo giallo di taglio artistico, incentrato sulla figura di Leonardo da Vinci e sull'idea che costui abbia preliminarmente dipinto su tela l'Ultima Cena prima di affrescarla nel cenacolo di Santa Maria delle Grazie, lasciando in eredità la tela al suo allievo prediletto, il Salaino.
Nel marzo 2014 Carcano pubblica un romanzo noir sempre ambientato a Milano, Mala tempora, ispirato all'omicida seriale milanese Antonio Boggia, il "Mostro della Bagnera", che tra il 1849 e il 1859 uccise e smembrò quattro vittime nella sua cantina a pochi passi dal Duomo. In contemporanea è stato pubblicato come instant book il romanzo breve Ultimo grado.
Il 10 settembre 2015 è uscito L'erba cattiva, un giallo ambientato nella Milano dell'Expo.
Nel luglio 2016 ha pubblicato un altro romanzo breve dal titolo Una brutta storia.
Il 1º luglio 2017 è uscito il settimo romanzo, Il mostro di Milano, ambientato tra il 1969 e il 1971, che racconta la storia del serial killer sospettato di aver ucciso 11 donne, e di essere il responsabile del massacro di Simonetta Ferrero, passato alla storia criminale come il delitto della Cattolica.
L'11 giugno 2018 è uscito il suo ottavo romanzo, intitolato In nome del Male, che racconta un'indagine su un serial killer legato al mondo del satanismo lombardo. Il romanzo, nella parte bergamasca, contiene riferimenti all'omicidio di Yara Gambirasio.
Il 30 ottobre 2018 è stato pubblicato da Mursia il suo nono romanzo, dal titolo Il codice di Giuda, che racconta la caccia ad un assassino che colpisce a Milano ispirandosi al testo del Vangelo di Giuda. Nel romanzo sono contenuti anche riferimenti all'omicidio di Lidia Macchi avvenuto nel 1987 a Varese.
Il 7 giugno 2019, sempre con Mursia Editore, è uscito il decimo romanzo, intitolato Milano assassina in cui il giallista milanese per la prima volta si sposta dalle tematiche esoteriche/religiose che contraddistinguono tutti i suoi romanzi ad una trama più politica, raccontando il ritorno di una cellula brigatista formata da vecchi irriducibili sulla scena milanese.
Il 12 novembre 2019 Carcano è di nuovo in libreria con il suo undicesimo romanzo intitolato Nemesi nera che segna il ritorno del giallista milanese ad una trama incentrata sull'esoterismo e la simbologia occulta. Il 10 giugno 2020 lo scrittore milanese pubblica il suo dodicesimo romanzo Il cacciatore di Caino in cui il giallista milanese conferma il taglio esoterico/religioso in una trama con intrecci e collegamenti alla cronaca nera.
Il 10 novembre 2020 ha pubblicato il suo tredicesimo romanzo La notte del diavolo in cui il giallista milanese conferma il taglio esoterico/religioso in una trama con intrecci e collegamenti alla cronaca nera. Il 25 giugno 2021 ha pubblicato il suo quattordicesimo romanzo Misteri ambrosiani sempre con Mursia Editore, un altro giallo poliziesco con una duplice negli anni '70 e nel 2021 con una duplice indagine legata ai delitti e ai misteri connessi al crac del Banco Ambrosiano.
Dal 2020 Carcano è anche il responsabile della collana Giallo/thriller di Mursia editore, la collana Giungla gialla inaugurata con il giallo, Mistero siciliano di Annalisa Stancanelli, ambientato a Siracusa.

## Opere
1. Gli angeli di Lucifero, Mursia, 2011 ISBN 9788842546894
2. La tela dell'Eretico, Mursia, 2012 ISBN 978-88-42549-89-5
3. Mala tempora, Mursia, 2014 ISBN 978-88-42553-58-8
4. Ultimo grado, Mursia, 2014 ISBN 978-88-42555-02-5
5. L'erba cattiva, Mursia, 2015 ISBN 978-88-42556-17-6
6. Una brutta storia, Mursia, 2016 ISBN 978-88-42555-81-0
7. Il mostro di Milano, Mursia, 2017 ISBN 978-88-42558-61-3
8. In nome del male, Mursia, 2018 ISBN 978-88-42559-80-1
9. Il Codice di Giuda, Mursia, 2018 ISBN 978-88-42560-12-8
10. Milano assassina, Mursia, 2019 ISBN 978-88-42561-02-6
11. Nemesi Nera, Mursia, 2019 ISBN 978-88-42561-64-4
12. Il Cacciatore di Caino, Mursia, 2020 ISBN 978-88-42562-31-3
13. La notte del diavolo, Mursia, 2020 ISBN 978-88-42563-11-2
14. Misteri ambrosiani, Mursia, 2021 ISBN 978-88-42563-78-5
15. I delitti dello Zodiaco, Mursia, 2022 ISBN 978-88-42564-74-4
16. Il killer dell'Apocalisse, Mursia, 2023 ISBN 978-88-42566519
17. La quinta carta, Mursia, 2023 ISBN 978-88-42567134